# Geismar
Geismar ist eine Gemeinde in der Verwaltungsgemeinschaft Ershausen/Geismar im thüringischen Landkreis Eichsfeld. Sie liegt an der Grenze zu Hessen.

## Geografie
Die Gemeinde liegt im Südeichsfeld am Zusammenfluss von Frieda, Rosoppe und Rode. Die südliche Gemarkungsgrenze bildet die thüringisch-hessische Landesgrenze. Die Kreisstadt Heilbad Heiligenstadt liegt ungefähr 15 Kilometer in nördlicher Richtung und die Stadt Eschwege 9 Kilometer in südwestlicher Richtung.
Nachbargemeinden sind Schimberg, Südeichsfeld, Pfaffschwende und Sickerode sowie das hessische Wanfried im Werratal.

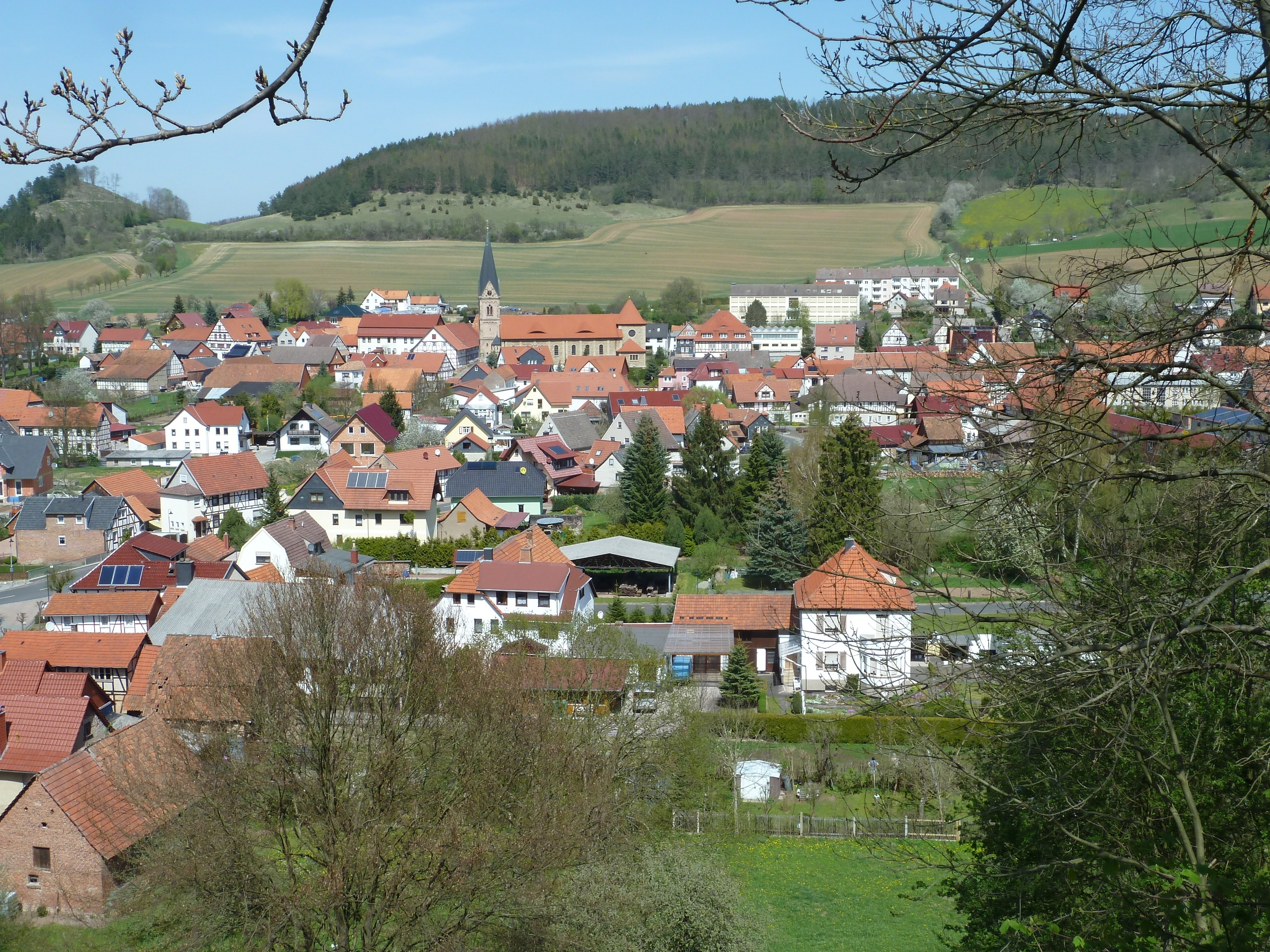
Blick auf Geismar

### Gemeindegliederung
Zur Gemeinde Geismar gehören die Ortsteile:
- Geismar
- Großtöpfer
- Döringsdorf
- Bebendorf

### Berge
Das Gemeindegebiet wird durch zahlreiche Berge geprägt:
- Keudelskuppe (484,7 m) südöstlich von Döringsdorf
- Hülfensberg (448,2 m) im zentralen Teil der Gemeinde
- Schloßberg (442,5 m) westlich von Großtöpfer
- Rollsberg (406,6 m) östlich von Geismar

## Geschichte

### Mittelalter
Die früheste urkundliche Erwähnung, die das Landesarchiv Magdeburg im Oktober 1993 als gesichert anerkennt, ist auf den 22. Oktober 1357 datiert und sagt aus, dass der Erzbischof Gerlach von Mainz dem Kloster Anrode die Pfarrkirche zu Geismar und die Kapelle S. Salvatoris auf dem Staufenberg (Hülfensberg) übergibt. Eine früher datierte Erwähnung 1269 konnte bisher nicht hinreichend bestätigt werden. Der Name Geismar entwickelte sich aus den althochdeutschen Wörtern gisan und mari oder meri,
was „sumpfige Gegend mit vielen Quellen, in denen Luftblasen aufsteigen“ bedeutet. Aus der Urkunde ist ersichtlich, dass die damalige Pfarrkirche dem Kloster Anrode unterstellt war. Das Dorf hat im Laufe der Jahrhunderte seinen Standort vom Hang des Hülfensbergs an den heutigen Standort verlagert.
Auf dem Schlossberg 2000 Meter westlich des Ortsteils Großtöpfer befindet sich die Burgruine Greifenstein aus dem 14. Jahrhundert.

### Neuzeit
Im Dreißigjährigen Krieg wurde Geismar 1641 von schwedischen Soldaten als Racheakt an der bäuerlichen Bevölkerung niedergebrannt. Nur vier Häuser blieben verschont. Die im Jahre 1682 in den Landkreis Eichsfeld eingeschleppte Pest hinterließ auch in Geismar verheerende Spuren. Die erste Dorfschule wurde Ende des 17. Jahrhunderts errichtet. Bis zum Jahr 1867 war sie einklassig. Der Standort der Schule wechselte mehrfach.
Im Siebenjährigen Krieg quartierten sich französische Soldaten in den Häusern ein, wo sie auf Kosten der Bevölkerung lebten. Im Jahr 1802 fiel das Eichsfeld und mit ihm Geismar der Krone Preußens zu. Fünf Jahre später wurde es dem von Napoleon geschaffenen Königreich Westphalen angegliedert. Ab 1814 war Geismar bis 1945 wieder preußisch. Der Bekennerbischof Konrad Martin wurde 1812 in Geismar geboren. Im Jahr 1825 brach im Ort ein Großbrand aus. Danach wurde damit begonnen, die heutige Pfarrkirche wieder aufzubauen. 1832 brach im Dorf die Cholera aus und forderte viele Opfer. 
Im Jahr 1920 wurde der Fußballverein Traktor Geismar e. V. gegründet. Heute heißt er FSV 1920 Geismar e. V. Ein Jahr (1921) nach Gründung des Fußballvereins wurde der Ort an das Stromnetz angeschlossen.
Im Zweiten Weltkrieg mussten ab 1943 mehr als 30 Frauen und Männer aus Polen und Russland bei Bauern in Geismar, Großtöpfer, Döringsdorf und Bebendorf Zwangsarbeit leisten. Fünf Personen aus diesen Orten wurden Opfer von Zwangssterilisationen. Grundlage war das Gesetz zur Verhütung erbkranken Nachwuchses von 1934.
Am 8. April 1945 wurde Geismar von der US Army besetzt, am gleichen Tag der Ortsteil Großtöpfer; beide Dörfer nach Artilleriebeschuss mit Gebäudeschäden. In Geismar starben zwei Zivilisten.
Anfang Juli 1945 wurde die US Army durch die Rote Armee abgelöst. Es begann die realsozialistische Herrschaft mit Enteignungen der Produktionsmittel besitzenden Bevölkerung. Das Dorf lag nun im fünf Kilometer breiten Sicherheitsgürtel an der innerdeutschen Grenze. Ein Drittel der dörflichen Bewohner verließ in den 1950er Jahren den Ort und flüchtete nach Westdeutschland. Es begann ein wirtschaftlicher Niedergang in der gesamten Region. 1957/58 erhielt das Dorf ein Kanalisationsnetz. In den Jahren 1983–1989 arbeitete Dieter Althaus, ehemaliger Ministerpräsident des Freistaates Thüringen, als Lehrer an der Polytechnischen Oberschule in Geismar. 1993 wurde Großtöpfer, 1994 wurden Bebendorf und Döringsdorf in Geismar eingemeindet.

### Einwohnerentwicklung
Entwicklung der Einwohnerzahl (31. Dezember):
| - 1813: 0879 - 1994: 1.334 - 1995: 1.346 - 1996: 1.313 - 1997: 1.305 - 1998: 1.311 | - 1999: 1.322 - 2000: 1.325 - 2001: 1.318 - 2002: 1.317 - 2003: 1.301 - 2004: 1.301 | - 2005: 1.279 - 2006: 1.246 - 2007: 1.238 - 2008: 1.238 - 2009: 1.207 - 2010: 1.174 | - 2011: 1.173 - 2012: 1.154 - 2013: 1.136 - 2014: 1.136 - 2015: 1.153 - 2016: 1.133 | - 2017: 1.127 - 2018: 1.100 - 2019: 1.084 - 2020: 1.067 - 2021: 1.067 - 2022: 1.057 |

Datenquelle: Thüringer Landesamt für Statistik / 1813: 700 Jahre Geismar (Festschrift) 

## Politik

### Gemeinderat
Der Gemeinderat von Geismar setzt sich aus zwölf Gemeinderatsmitgliedern zusammen. Seit der Gemeinderatswahl am 24. Mai 2024 hat er folgende Zusammensetzung:
- Freie Wähler: 7 Sitze
- CDU: 5 Sitze

### Bürgermeister
Der ehrenamtliche Bürgermeister Martin Kozber (CDU) wurde am 6. Juni 2010 gewählt und am 5. Juni 2016 sowie am 12. Juni 2022 wiedergewählt.

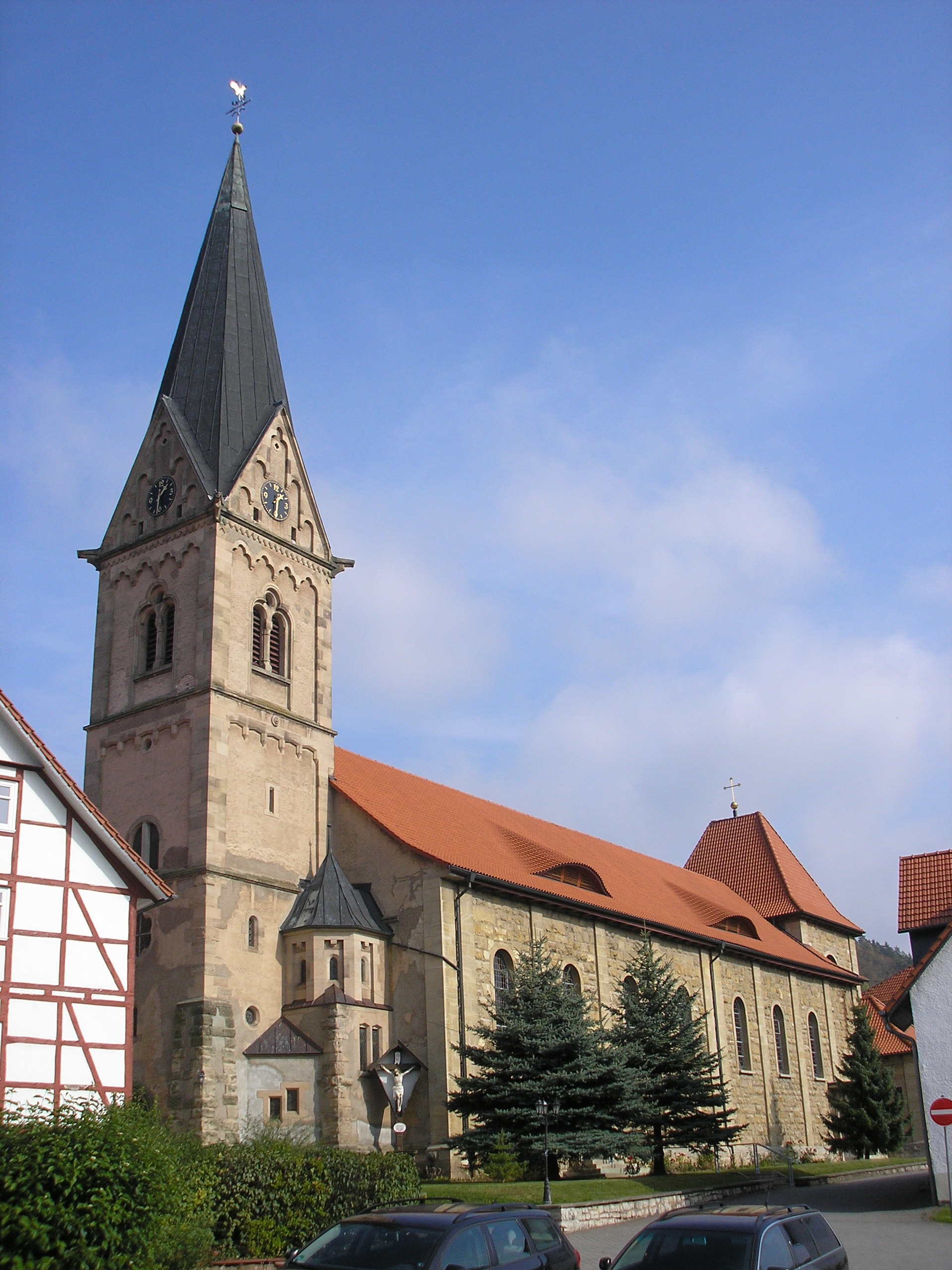
Dorfkirche von Geismar

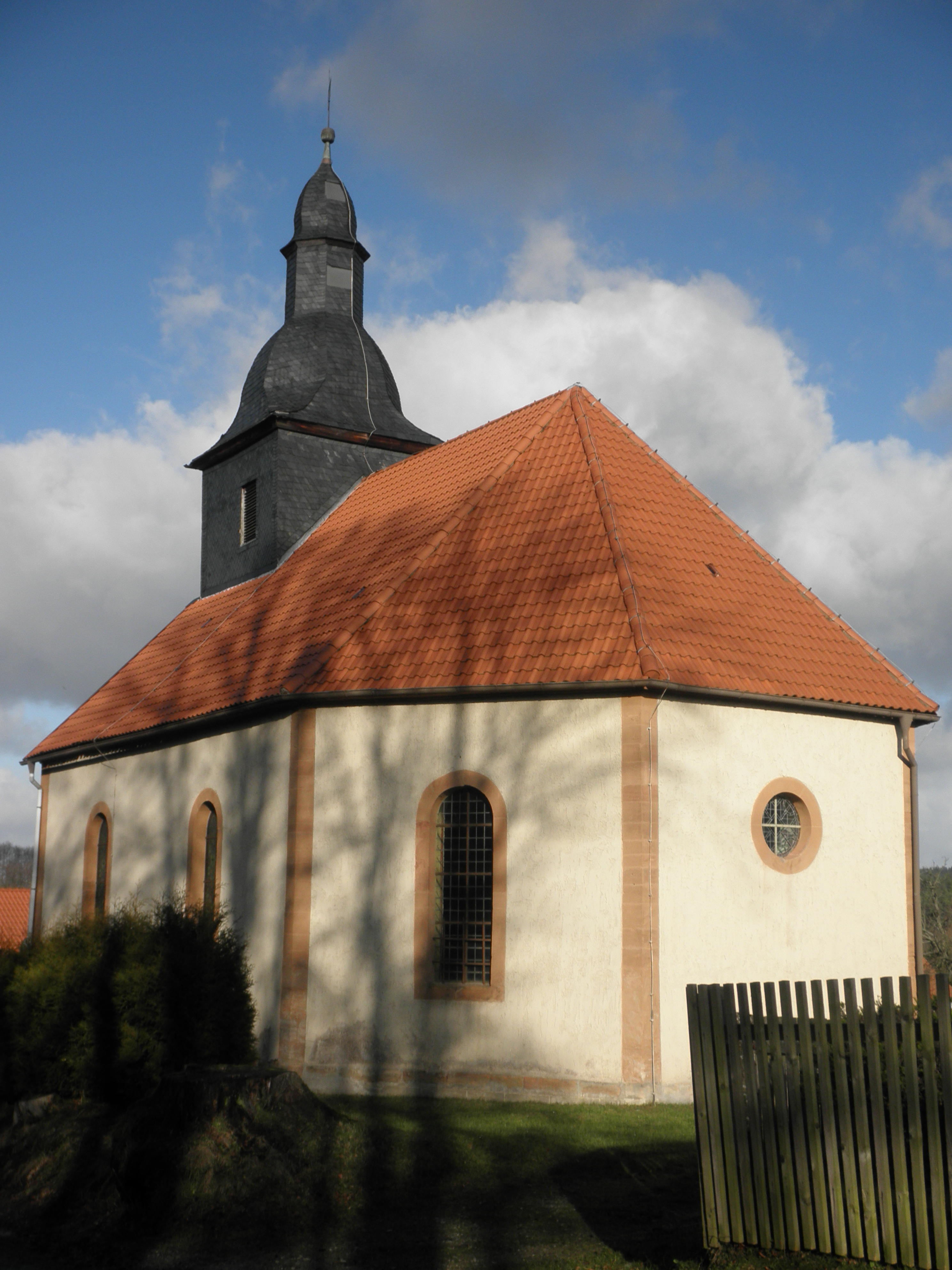
Kirche von Döringsdorf

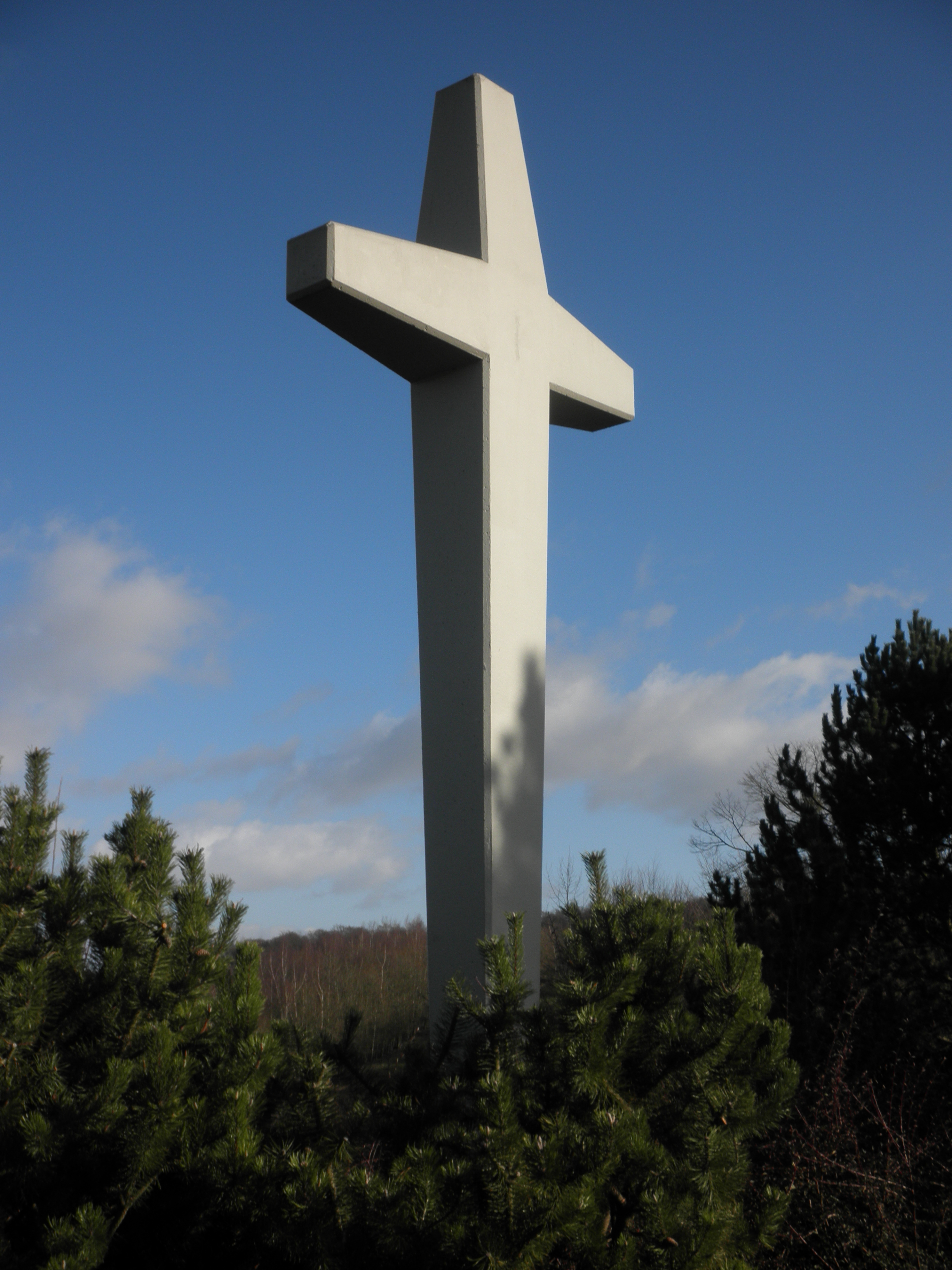
Eichsfelder Kreuz nahe der früheren Grenze am Hülfensberg

## Kultur und Sehenswürdigkeiten
- Die Tradition einer Wallfahrt zur Kapelle auf dem Hülfensberg mit dem dort befindlichen  romanischen Hülfenskreuz – es gilt als meistverehrtes sakrales Kunstwerk des Eichsfeldes. Zur Kapelle hinauf führt ein etwas jüngerer Kreuzweg.  Die Wallfahrt zum Hülfensberg wird bereits seit dem Spätmittelalter (Ersterwähnung 1351) aufrechterhalten. Mehrere Münzfunde im Umkreis der Kapelle belegen die Überlieferung, dass selbst Pilger aus dem Raum Bremen diese weite Reise absolviert haben.
- Ein weiteres Symbol der Region ist das Eichsfelder Kreuz, es steht auf hessischer Seite nahe der Landesgrenze, wurde als Mahnmal 1980 errichtet und ist heute ein Symbol der wiedergewonnenen Deutschen Einheit.
- Die Dorfkirche St. Ursula besitzt einen dekorativen Altar
- Östlich von Döringsdorf markiert die Keudelskuppe den Ort einer mittelalterlichen Gutsanlage der Herren von Keudell. Diese Wüstung liegt unmittelbar auf der Landesgrenze.
- Auf dem Schloßberg bei Großtöpfer befindet sich die mittelalterliche Burgruine Greifenstein, von der nur noch geringe Mauerreste erhalten blieben.
- Die Ortsteile befinden sich am Grenzwanderweg Grünes Band.

Der historische Ortskern von Geismar wurde im Juni 2018 als Denkmalensemble in das Denkmalbuch des Freistaates Thüringen eingetragen. In den Ortsteilen der Gemeinde befinden sich noch zahlreiche sehenswerte Fachwerkhäuser- und Gehöfte. Ein Gedenkstein markiert den Standort des Geburtshauses von Bischof Konrad Martin. Ein weiteres Wohnhaus mit steinerner Toreinfahrt (Mainzer Tor, mit Kurmainzer Wappen) des alten Kottens gehörte H. Goldmann, Großvater des Franziskanerpaters und China-Missionars Eusebius Lange. Entlang der ehemaligen Bahnstrecke Leinefelde–Treysa wurde zwischen Geismar und Dingelstädt der neue Kanonenbahn-Radweg eingerichtet.

## Persönlichkeiten

### Söhne und Töchter der Gemeinde
- Josepha von Siebold (1771–1849), erste deutsche Frauenärztin
- Konrad Martin (1812–1879), Bischof von Paderborn
- Heinrich Waldmann (1927–2008), Archivar, Leiter der Dienststelle Merseburg des Deutschen Zentralarchivs
- Arno Wand (* 1943), römisch-katholischer Priester, Kirchenhistoriker und Autor

### Personen, die mit Geismar in Verbindung stehen
- Dieter Althaus (* 1958), ehemaliger Ministerpräsident von Thüringen, war dort als Lehrer an der Polytechnischen Oberschule tätig.
- Werner Henning, Landrat des Landkreises Eichsfeld seit 1994, ist in Geismar zuhause.